# 五顯財神廟

五显财神庙庙会

五显财神庙是位于北京广安门外六里桥立交桥西南的一座道教宫观，现已无存。

## 历史
五显财神庙的历史及所祀神灵，眾說紛紜。
一说五显财神是都天威猛大元帅曹显聪、横天都部大元帅刘显明、丹天降魔大元帅李显德、飞天风火大元帅葛显真、通天金目大元帅张显正。因他们五位是明朝人，生前富有钱财，又仗义疏财、扶弱抑强、乐善好施，死后被明英宗于天顺二年（1458年）敕封为“五显元帅”，并建庙奉祀。明神宗万历年间及清高宗乾隆年间，五显财神庙曾两次重修。
一说古時有伍姓兄弟三人，都是绿林響馬豪杰，此外还有两人相助，五人結拜。他们死后，乡人在清朝乾隆元年为他们立祠。他們是劫富濟貧的好漢，故而有「靈應五兄弟」的美稱。
亦有他說，《鑄鼎餘聞》記載南齊有柴姓五兄弟，長者名喚柴顯聰，次者顯明，第三顯正，第四柴顯直，第五顯德，弟兄五人為獵人，常以肉食饋贈貧苦，又在山區採葯致贈病患，死後被尊為五显财神。
臺灣教育部《國語辭典》記載，五顯財神即是五路財神的別稱。
1950年代后期，五显财神庙庙会停办。后曾为六里桥小学校址。1984年财神庙被定为丰台区文物保护单位。1987年下半年，因为兴建西南三环路与京石高速公路相交处的六里桥立交桥，五显财神庙被拆除，仅存两株该庙的古树，位于六里桥立交桥西南角，已成为挂牌保护的古树。

## 建筑
据说五显财神庙外原有庙场，并建有很高大的牌楼。庙内有戏楼，以及三进十分宽敞的大殿。正殿外有两株百年古树，以及记录建庙及修葺过程的石碑。因年久失修，到清朝末年，该庙只剩下一进殿，殿中有五尊泥塑，“乃短衣威猛，非峨冠博带之像”。
《北京市丰台区地名志》文化地名篇记载：“原址位于卢沟桥乡六里桥村。建于明代，清代曾屡次重修。坐北朝南，山门1间，戏台3间，正后殿各3间，东西配殿各6间，石碑3块。山门、戏台连为一体，大殿山门，戏台等，均为大式悬山顶，简瓦，调大脊，建筑布局规整。”清朝《天咫偶闻》记载：“广安门外财神庙，报赛最盛，正月初二、九月十七日，倾城往祀，商贾及勾栏尤伙。庙貌巍焕，甲于京师。”

## 庙会
每年农历正月初二日以及九月十五至十七日，五显财神庙举办庙会。其中以正月初二的庙会为最盛，香客争烧头股香，据说烧头股香可当年发财。“天未明，即有候城者，终一日以千万人计。”香客多为商人、梨园子弟、妓女。
五显财神庙庙会期间，宣武门、菜市口及广安门等路口均有为香客提供的牲畜拉的敞车、赶脚用的小毛驴等交通工具。
五显财神庙庙宇狭小，香客众多，多数香客无法挤入殿内，只能把香投入院内的香池中，香客也不能跪下磕头，否则可能被众人踩死。有的香客甚至连五显财神庙的院子也无法挤入，只得在山门外焚香。
五显财神庙内外，有众多僧、道化缘，请求香客布施。 五显财神庙的西配殿为“借元宝”之所，香客用现钞购买来用金银纸糊成的元宝，称之为“借用”，来年若发财必须加倍偿还，以求吉利。
五显财神庙周围除了香摊之外，商贩们多出售各类纸制元宝、聚宝盆，还有“福”字的绒花和代表吉庆有余的红纸片鱼，以及风车、大糖葫芦、气球、空竹等玩物。
香客回家时，均购买蝙蝠和“福”字的绒花插在头发或者帽子上，称为“带福还家”。